# Levínská Olešnice
Levínská Olešnice är en ort i Tjeckien. Den ligger i den norra delen av landet, 90 km nordost om huvudstaden Prag. Levínská Olešnice ligger 466 meter över havet och antalet invånare är 365.
Terrängen runt Levínská Olešnice är platt åt nordost, men åt sydväst är den kuperad. Terrängen runt Levínská Olešnice sluttar söderut. Runt Levínská Olešnice är det ganska tätbefolkat, med 108 invånare per kvadratkilometer. Närmaste större samhälle är Jičín, 16,7 km sydväst om Levínská Olešnice. I omgivningarna runt Levínská Olešnice växer i huvudsak blandskog.